# Ásia Central soviética

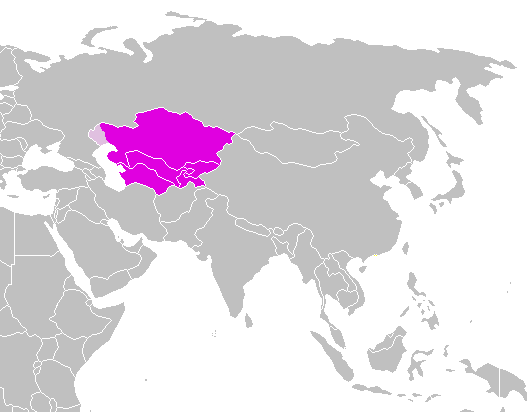
Mapa da Ásia Central

A região Soviética da Ásia Central ocupa a área da Ásia Central, e foi administrada pela União Soviética de 1918 até 1991. Durante a época do Império Russo foi conhecida como o Turquestão Russo. Ao longo dos anos produziram-se várias mudanças administrativas nos anos 20 e 30.

## Divisões administrativas

### Divisões anteriores

#### RSSA do Turquestão

Bandeira da RSSA do Turquestão

A começos do século XVIII estabeleceu-se o Canato Cazaque. Durante este período as hordas cazaques combateram contra os dzungaros desde 1723 a 1730 com o consequente "Grande Desastre" da invasão dos territórios cazaques. Baixo a liderança de Abdul Khair Khan, estes ganharam as maiores contendas sobre os dzungaros no rio Bulanty em 1726 e a batalha de Anrakai em 1729. Durante o século XIX, o Império Russo começou a expandir-se até atingir a Ásia Central.
Durante a colonização anglo-russa criou-se um período conhecido como ''O Grande Jogo'' no que começou um conflito diplomático entre os britânicos e o Império Russo desde 1813 até 1907. Depois da Revolução russa de 1917, entraram numa segunda fase menos intensa. os czares controlavam a maior parte do território do que hoje se conhece como Cazaquistão e Quirguistão.
Depois da queda do Império Russo com a posterior revolução, seguiu a Guerra Civil Russa que durou desde 1918 até 1921. Depois do final da guerra criaram-se a União Soviética formadas por outras repúblicas com a Rússia como governo central e dominante. A RSSA do Turquestão (num princípio como RSFS) foi criada a raiz do krai do Turquestão do anterior Império desde o 30 de abril de 1918 até o 27 de outubro de 1924. A sua capital era Tasquente com uma população próxima a 5 milhões de habitantes.
As forças iranianas e britânicas tentaram cercar Bacu, RSS do Azerbaijão e o porto de Turkmenbashi, no Turquestão. Durante os próximos anos viveram-se revoltas anti-bolcheviques nas localidades de Bucara, Quiva, Samarcanda, Cocande, Duxambé e a antiga província da Transcaspia.
Em 1924 o Turquestão fragmentou-se em várias repúblicas: a RSS do Tajiquistão, RSS do Turcomenistão, RSS do Uzbequistão e os óblast autónomos de Kara Kirguizia (atualmente parte do Quirguistão) e de Caracalpaquistão (atualmente parte do Uzbequistão).

#### RPS de Bucara

Bandeira da RPS da Bucara

Em março de 1918, os ativistas do Movimento Juvenil de Bucara informaram aos bolcheviques que estavam preparados para a revolução e que estavam à espera da libertação. O exército Vermelho entrou à cidade e exigiu ao emir Alim Khan que capitulara ante os cidadãos. De acordo com várias fontes russas, o emir respondeu com um massacre contra a delegação bolchevique, vários cidadãos de nacionalidade russa e de vários territórios próximos à república. A maioria dos bucaranos não apoiaram a invasão e os militares feridos transladaram-se a Tasquente.
No entanto, o emir sozinho obteve o apoio temporário dos seus cidadãos. À medida que a Guerra Civil avançava para o sul, Moscou enviou reforços à Ásia Central e o 2 de setembro de 1920 o exército baixo as ordens do General Mikhail Frunze cercou a cidade. Depois de quatro dias de combate, a cidadela do emir foi destruída e no minarete de Kalyan se hasteou-se a bandeira soviética. Em consequência o emir viu-se obrigado a exiliar-se a Duxambé de onde partiu a Cabul no Afeganistão
Pouco depois da tomada de Bucara, uma pequena comunidade de Qingir contrária ao exército soviético autoproclamou-se independente, mas foram derrotados aos quatorze dias de cerco por parte dos bolcheviques russos e bucarenses. De imediato, a comunidade independente passou a fazer parte da RPS da Bucara.
O 8 de outubro de 1920 proclamou-se a República Popular do Bucarão baixo o governo de Fayzulla Khodzhayev. Mas os contrários ao governo e fiéis ao derocado emir começaram uma revolta até que em 1922, a maior parte do território foi controlado pelas Basmachi. Josef Stalin começou uma purga contra os insurgidos e mandou ao exílio à maior parte da população bucarense além de uma comunidade judaica que residia na república.
Anteriormente à fundação do Estado de Israel, a comunidade judaica bucara foi uma das mais isoladas do mundo.
Depois do estabelecimento do regulamento soviético de 1917 no território, a sociedade judaica viu-se prejudicada. Durante os 20 e 30, centenas de judeus viram-se obrigados a emigrar à Palestina depois de anos de perseguição política e repressão.

#### RPS e RSS da Corásmia

Bandeira da RPS da Corásmia

Em fevereiro de 1920 fundou-se a República Popular Soviética da Corásmia como sucessora do Canato de Quiva e o 26 de abril declarara a independência. O 20 de outubro de 1923 passou a ser república socialista até o 17 de fevereiro de 1925, quando seu território foi dividido entre o Uzbequistão, Turquemenistão e o Oblast Autônomo do Caracalpaquistão como parte da reordenação do território centro-ásiatico de acordo com as nacionalidades.

#### Oblast Autônomo do Caralpaquistão
O 19 de fevereiro de 1925 criou-se o Oblast Autônomo de Caralpaquistão depois de separar o território étnico dos caralpaques da RSSA do Turquestão e a RPS da Corásmia.
A região esteve ao princípio localizada na RSSA de Caquistão até que foi transferida para a Rússia desde o 20 de julho de 1930 até o 20 de março de 1932 enquanto ia atingindo o grau de República Socialista Soviética Autônoma do Caralpaquistão. O 5 de dezembro de 1936 passou a fazer parte da RSS do Uzbequistão.

#### RSSA do Cazaquistão
A República Socialista Soviética Autônoma do Cazaquistão foi uma república autônoma da União Soviética. O 5 de dezembro de 1936 atingiu o grau de RSS do Cazaquistão.

### Repúblicas Socialistas

#### RSS do Cazaquistão

Bandeira da RSS do Cazaquistão

A RSS do Cazaquistão fundou-se o 5 de dezembro de 1936. Num princípio foi denominada como RSSA do Quirguistão e foi parte da RSFS de Rússia. Entre o 15 e o 19 de 1925 foi renomeada a República Socialista Soviética. Durante os 50 e 60, os cidadãos soviéticos foram chamados a ir morar nas "terras virgens" do Cazaquistão. A afluente imigração para território cazaque (em especial russos e ucranianos além de outras etnias como os alemães do Volga e chechenos) fez que a variedade multiétnica superasse aos nativos.
Em 1924 mudaram as fronteiras das unidades políticas de Ásia Central junto com as linhagens étnicas da população determinado pelo Komissar das nacionalidades baixo o comando de Stalin. As repúblicas do Turquestão, de Bucara e de Corásmia ficaram abolidas e seus territórios ficaram divididos em cinco territórios que ao tempo seriam RSS, uma delas foi a RSS do Uzbequistão.
Almaty é a cidade mais densa com uma população de 1.226.000 habitantes (segundo o censo de 2005). A população étnica divide-se num 43,6% de cazaques, 40,2% russos, 5,7% uigures, 2,1% tártaros, 1,8% coreanos, 1,7% ucranianos, 0,7% alemães.
Em 1820 fundou-se a localidade de Qyzylorda como fortaleza de Ak-Mechet (traduzido como "Mesquita branca"). A etimologia de Qyzylorda provem do cazaque "Centro vermelho".
Em 1613 os cosacos fundaram Oral baixo o nome de Yaitsk pelo rio Yaik. Durante a Guerra Civil, a cidade esteve cercada. Atualmente sua população é de 210.600 habitantes com uma população composta por um 54% de russos, 34% de cazaques e o resto entre ucranianos e alemães.

#### RSS do Quirguistão

Bandeira da RSS do Quirguistão

A RSS do Quirguistão, com frequência conhecida como RSS da Quirguízia, foi uma das quinze repúblicas constituintes que formaram a União Soviética. O 14 de outubro de 1924 foi estabelecida como Oblast autônomo da RSFS de Rússia baixo o nome de Kara Kirguizia. O 1 de fevereiro de 1926 continuava a fazer parte da Rússia como a RSSA do Quirguistão. Hoje em dia é um país independente localizado em plena Ásia Central.
O 5 de dezembro criou-se a República Socialista depois de separar do estado central durante as últimas fases da delimitação soviética.
Bisqueque é a capital e a localidade mais habitada com uma população próxima aos 900.000 habitantes segundo o censo de 2005. Em 1862, o Império russo destruiu a fortaleza local e começou a assentar a imigrantes russos. Depois de vários anos produzindo terrenos com solo negro por parte dos zares, os soviéticos tomaram o controle. Em 1926, a cidade passou a ser a capital e foi renomeada como Frunze em homenagem a Mikhail Frunze, considerado um herói da pátria e um dos mais próximos a Lenin até que em 1991 se declarou a independência e mudou de nome.

#### RSS do Tajiquistão

Bandeira da RSS do Tajiquistão

A RSS do Tajiquistão foi um dos novos estados criados dentro do Uzbequistão em 1924. Em 1929 separou-se do território uzbeque e recebeu o status de República Soviética. A localidade de Duxambé converteu-se numa importante região estratégica em frente ao Afeganistão.
O Tajiquistão tem três exclaves localizados no Vale de Fergana. O mais extenso é Voruque, que ocupa um área dentre 95 a 130 km² e uma população aproximada entre 23 e 24.000 habitantes distribuídos em 17 municípios em onde a população tajique é de 95% em frente ao 5% que é quirguize, a região está localizada a 45 km ao sul de Isfara à direita do rio Karafshin, dentro de território quirguiz. Outro dos exclaves se encontra também dentro do Quirguistão e está assentado como uma pequena comunidade para perto de a estação férrea de Kairagach. O terceiro é a localidade de Sarvan, a qual inclui uma longa faixa de para perto de 15 km de longo por 1 km de largo junto à estrada que liga Angren com Cocande. O exclave é o único que se encontra em terrtorio uzbeque.
Em 1929, Duxambé foi renomeada a Estalinabade por Josef Stalin até que em 1961, o então presidente Nikita Khrushchov no processo de desestalinização devolveu o nome anterior à localidade. Os soviéticos implantaram um centro de produção e colheita de algodão e produção de seda e realojou a milhares de vizinhos por vários pontos da União Soviética. A população foi incrementando-se com imigrantes tajiques que emigraram de Bucara e Samarcanda. Anos mais tarde construir-se-iam a universidade e a Academia das Ciências do Tajiquistão. Em 1990 produziu-se uma rebelião nacionalista devido aos rumores que corriam de que o governo de Moscou ia transladar várias centenas de refugiados armênios ao Tajiquistão. Tempo atrás teve grande presença militar durante a guerra do Afeganistão.

#### RSS do Turquemenistão

Bandeira da RSS do Turquemenistão

A RSS do Turquemenistão foi uma das 15 repúblicas constituintes da União Soviética. Num princípio foi estabelecida o 7 de agosto de 1921 como Oblast da RSSA do Turquestão. O 13 de maio atingiu o grau de República Soviética e separou-se da URSS em 1991. Atualmente é um estado independente.
O PCT foi o Partido político que governou o país enquanto estava integrado dentro da União Soviética. Desde 1985 esteve dirigido por Saparmyrat Nyýazow, o qual em 1991 refundou o partido como TDP, afastado do ditame comunista, o qual é ilegal desde 1991 quando saiu da URSS.
Asgabate tem uma população próxima de 695.300 (segundo o censo de 2001) e é a principalmente uma população de maioria turquemena, com minorias russas, armênias e azeris. Está localizada a 920 km de Mexede (Irã) e as suas principais indústrias são o têxtil de algodão e as metalúrgicas.
Mary é a localidade mais antiga com uma população de 123.000 em 1999. É conhecida por seu museu regional e sua situação próxima à antiga cidade de Marve. Os tapetes da região estão consideradas de melhor qualidade que as persas.

#### RSS de Uzbequistão

Bandeira da RSS do Uzbequistão

Em 1924 as repúblicas do Quirguistão e do Uzbequistão ficaram divididas através do este do Vale de Fergana ao igual que os montes que os rodeavam. Em 1928 ainda pertencia o Tajiquistão ao Uzbequistão como República Autônoma até declarar independência junto a área de Cujanda O bloqueio do vale permitiu realizar rotas entre Samarcanda a Bucara, mas nenhuma dessas fronteiras tiveram tanto significado nos últimos anos da União Soviética.
Até 1929 ambas nações estavam unidas, mas quando o Tajiquistão atingiu o status de RSS, separaram-se. Em 1930, a capital da RSS Uzbeque foi transladada de Samarcanda a Tasquente Em 1936 anexou-se a RSSA do Caralpaquistão quando fazia parte de Cazaquistão nos últimos trechos de fronteiras da União Soviética. Ao longo dos anos, várias partes de ambos territórios foram passando do território uzbeque ao cazaque e vice-versa após a Segunda Guerra Mundial. Durante os anos das grandes purgas de Stalin, mais de uma centena de chechenos, coreanos e tártaros da Crimeia foram exilados ao Uzbequistão.
Tasquente começou a industrializar-se durante os anos 20 e 30, mas não foi até a II Guerra Mundial quando experimentou seu maior apogeu ao servir, as fábricas, de fornecimento para o exército soviético contra a invasão Nazista. A população cresceu de maneira vertiginosa devido às ondas de refugiados pela guerra que levou a incrementar a população a mais de 1 milhão de habitantes. O 26 de abril de 1966, Tasquentet foi destruída por um terramoto de 7,5 na escala Richter. Até a dissolução da União Soviética em 1991, foi a quarta cidade maior e o maior centro científico e de engenharia.
Como capital da nação, continuou sendo uma cidade próspera e sua população foi de 2,1 milhões de habitantes segundo o censo de 2006. Ainda que desde sua independência, também tem sido objetivo de atos terroristas atribuídos a insurgentes islâmicos apoiados por talibãs afegãos.
Samarcanda é uma das cidades mais antigas do mundo conhecida pela rota da seda que liga Europa com China. Em 1370, Tamerlão decidiu que a localidade fosse a capital de seu império, o qual se estendia desde Índia até Turquia. Apesar de ser a segunda cidade uzbeque, a maior parte de sua população são tajiques persofalantes. Durante a dinastia de Tamerlão construíram-se vários monumentos importantes entre o mundo muçulmano.

## Revoltas anticomunistas

### Autonomia de Cocande

Bandeira de Cocande (1917-1918)

Kokand é uma localidade de Fergana, Uzbequistão, localizada ao sudoeste do Vale de Fergana a 228 km de Tasquente Em 1999 sua população era de 192.500 habitantes. A cidade é conhecida como a "Cidade do vento" e está a 409 msnm.
A zona é o ponto central das antigas rotas comerciais, duas das principais estradas estão dentro do vale na que uma leva a Tasquente pelo noroeste e o outro a Cujanda fazia o oeste.
Em 1876, o exército do Império russo, baixo as ordens de Mikhail Skobelev fizeram-se com o controle da cidade, e esta passou a fazer parte do Turquestão Russo. Depois da queda da monarquia, o governo provisório tentou manter o controle desde Tasquente. Rapidamente foi tomada e a oposição islâmica local foram derrotados. Em abril de 1918, Tasquente passou a ser a capital da RSSA do Turquestão, mas foi liberta por um governo provisório contrário à União Soviética que clamava a autonomia para o Turquestão (também conhecido como Autonomia de Cocande).

### Autonomia de Alash

Bandeira de Alash (1917-1920)

Autonomia de Alash foi um estado criado em 13 de dezembro de 1917 até o 26 de agosto de 1920 quando passou a fazer parte do Cazaquistão. Sua capital era Semey
Durante os anos de livre autonomia da região, existiu um governo provisório cazaque conhecido como as Hordas de Alask liderados por Akhmet Baytursinuli, Alikhan Bokeikhanov e Mirjaqip Dulatuli entre outros.
O 17 de dezembro de 1917, o Partido de Alash proclamou a autonomia do povo cazaque. O partido político esteve formado por 25 membros dos quais 10 postos estiveram ocupados por pessoal não cazaque. Uma vez conseguido seu objetivo, formaram uma comissão especial de educação e estabeleceram milícias armadas como parte de seu exército.

### Revolta Basmachi

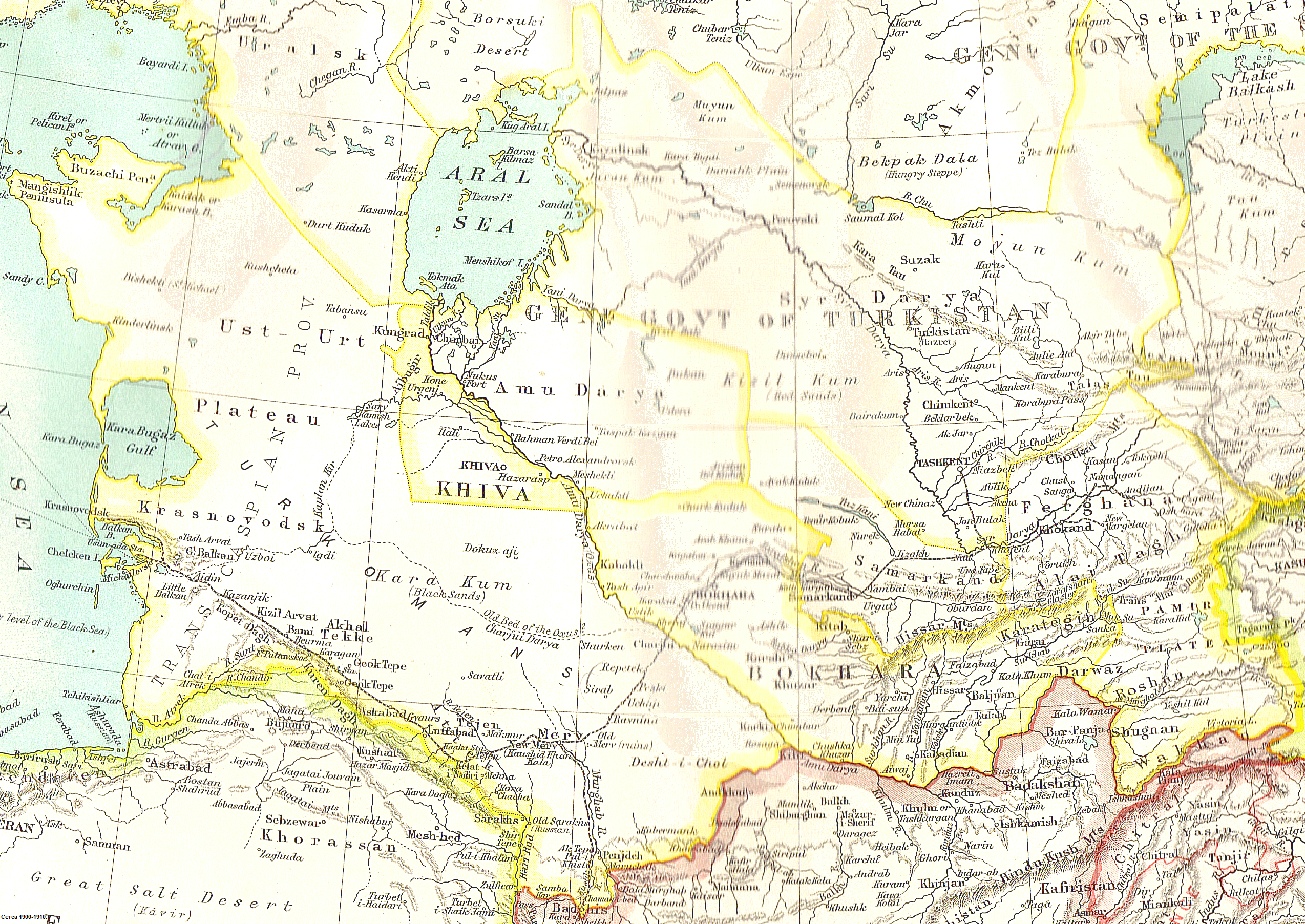
As fronteiras territoriais de Quiva, Bucara e Cocande durante o Império Russo.

Em 1897 construiu-se um trecho de caminho-de-ferro que ligou Tasquente em 1906 finalizaram as obras ferroviárias que ligavam a Rússia europeia ao longo da estepe desde Oremburgo até a capital uzbeque. Esta linha permitiu o assentamento de muitos povos eslavos dentro do Turquestão, o qual resultou ser uma imigração em massa criada pelo Departamento de Imigração de São Petersburgo O resultado da onda de imigrantes foi o desencadeante do descontentamento por parte da população local já que os recursos básicos (comida e água) poderiam escasear. Finalmente, em 1916 produziu-se uma revolta por causa do decreto que obrigava aos nativos a entrar em campos de trabalho militar quando dantes estavam isentos. Milhares de colonos foram assassinados e o Império Russo respondeu com represálias, em especial contra a população civil. A luta pelas terras e o água provocaram conflitos entre os cazaques e os colonos com o resultado de um ressentimento generalizado as políticas colonistas durante os últimos anos da Rússia zarista. Os cazaques atacaram várias aldeias russas e cosacas e massacraram à população. Os russos não duvidaram em responder da mesma maneira. As forças militares forçaram a para perto de 300.000 cazaques a exiliar-se às montanhas ou à China, mas ao ano seguinte, para perto de 80.000 regressaram a seu país e foram executados pelo exército do Zar. A ordem ainda não se restabeleceu quando em 1917 se produziu a Revolução de Fevereiro que resultou ser um dos capítulos mais sangrentos da história do Turquestão. Tanto os bolcheviques de do soviete de Tasquente (em sua maioria: soldados russos e trabalhadores ferroviários) atacaram o movimento jadid em Cocande a princípios de 1918 causando 14.000 mortes. A resistência da população local em frente aos bolcheviques durou até os anos 1920.
Durante a fome de 1921 a 1922, outro milhão de cazaques morreram de fome. Hoje em dia, estima-se que a população de Cazaquistão poderia ter atingido os 20 milhões de não se ter produzido tal massacre.[citação requerida]

### Revolta de Kengir
Durante o mandato de Stalin, construiu-se um campo de prisioneiros num gulag próximo a Kengir nas margens do rio Kengir no Cazaquistão. Este acontecimento foi mencionado no livro de Aleksndr Solzhenitsyn: The Gulag Archipelago. A localização do campo esteve para perto de Dzhezkazgan. Em 1954 produziu-se uma revolta organizada por presos políticos, criminosos e outros prisioneiros.

## Indústria

### Petróleo e gás
Depois da Segunda Guerra Mundial, o Governo Soviético fundou várias indústrias no Cazaquistão com instalações petrolíferas que abasteceram a Ásia central soviética durante vários anos. No Uzbequistão e no Turquemenistão também se encontrou gás.
A parte central da depressão geológica do Vale de Fergana e a geologia do terreno caracteriza-se por seu profundo e rochoso reservatório dentre 6 e 7 km com sedimentos originários do pérmico-triásico. Alguns destes sedimentos se compõem de carbonatos marinhos e argila A falta de anticlinais associados com a escassez de petróleo e gás natural descobriram-se em 52 campos pequenos.
A província cazaque de Mangystau tem um área de 165.600 km² e uma população de 316.847 habitantes. É a região principal em produção de gás e petróleo. Em 1961 construiu-se a localidade de Aktau na península de Mangyshlak para os trabalhadores. Ao longo dos anos chegaram operários de todas partes de Rússia e Ucrânia especializados nas jazidas de petróleo e químicos. Os engenheiros, depois de vários dias de trabalho encontraram grande quantidade de cru e petróleo no área durante a época soviética e construíram um porto comercial no mar Cáspio.
Desde 1964 até 1991, a cidade foi renomeada com o nome de Shevchenko em homenagem ao poeta ucraniano Taras Shevchenko, o qual foi deportado a uma localidade remota por suas crenças políticas. A temperatura média em janeiro é de -3º e em julho de 24º, quanto às precipitações anuais caem 150 mm. Em 2004, a população era de 154.500.

### Metalurgia

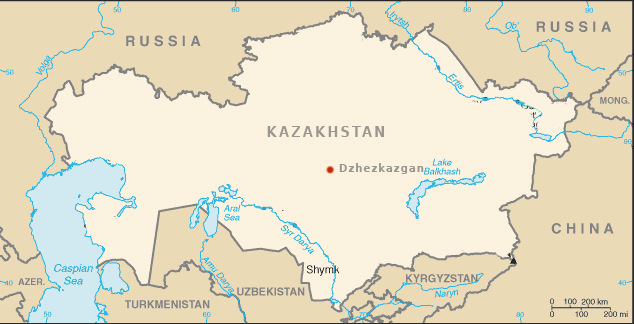
Localização de Dzhezkazgan

Durante os anos 70, o Cazaquistão começou a produzir refinarias de estanho e urânio. No sul do país também se levantaram outras de vanadio e cobalto. Durante essa década também se produziu urânio no Uzbequistão.
Em 1938 construiu-se a cidade de Dzhezkazgan junto a uns depósitos ricos em cobre. Em 1973, o complexo metalúrgico foi-se expandindo para o sudeste até que este estava pronto para seu transporte em qualquer parte. Outros metais extraídos e processados são o manganês, aço e ouro. Cerca do rio Kara-Kengir existe uma reserva e uma localidade com uma população próxima a 90 000 habitantes segundo o censo de 1999.
A área urbana inclui a localidade adjacente de Satpayev com uma população de 148 700 habitantes, dos quais, um 55 % são cazaques, um 30 % russos e o resto se divide entre ucranianos, alemães, chechenos e coreanos. O clima de Dzhezkazgan é continental de interior com temperaturas médias máximas de 24º em julho e mínimas de -16º em janeiro.
Atualmente a cidade é sede do conglomerado de cobre Kazakmys, companhia principal com filiais na China, Rússia, França e Reino Unido.

### Betão
O betão foi a principal indústria nas cidades de Shymkent e Duxambé no sul da região.

### Hidroelétricas
A princípios dos anos 70, os soviéticos começaram a construir estações de energia hidroelétricas no este do Cazaquistão, Quirguistão e Tajiquistão como plano de desenvolvimento. As águas do rio Ili e do lago Balcache estão considerados de vital importância econômica para o Cazaquistão. A barragem hidroelétrica encontra-se em Kaptchagayskoye e o rio está diversificado para a irrigação agrícola e industrial.

### Algodão
Os soviéticos começaram a cultivar algodão em Uzbequistão depois de aprovar a ''Campanha das Terras Virgens'' e o uso em massa da água do mar de Aral, desértico pela intensa irrigação durante os anos 50. Durante o período soviético construíram-se vários canais de irrigação para regar os campos de algodões através do rio. Em consequência, o mar desapareceu. Atualmente, milhões de pessoas trabalham em tais assentamentos sem que fique claro que a situação possa melhorar.

### Cosmódromo de Baikonur
O 2 de junho de 1955 construiu-se o cosmódromo de Baikonur durante a Guerra Fria como uma das bases de mísseis nucleares de longo alcance da região, mas acabou sendo usado para missões espaciais.
O 8 de junho de 2005, o Conselho da Federação Russa ratificou um acordo entre a Rússia e o Cazaquistão para dispor do cosmódromo até 2050.

## Cultura, religião e etinia

Mapa étnico dA Ásia Central.

A maior parte da população são nómadas de origem túrquico ao igual que os cazaques ou turcofalantes assentados no Uzbequistão. Outros agricultores como os tajiques e os bucaros são iranianos enquanto no Quirguistão existe uma importante comunidade mongol. Durante a época comunista, a comunidade eslava cresceu rapidamente na região chegando a ser o principal grupo étnico. A população eslava era ortodoxa enquanto o resto eram sunitas. Ao longo dos anos, o governo soviético expulsou vários grupos étnicos das suas terras, como os turcos do Meshketian e os alemães do Volga. Depois disso os bolcheviques procederam a fechar mesquitas e igrejas desde os anos 30 até que abandonarem a perseguição religiosa nos anos 80.